# Achada Furna
Achada Furna est un village de l'île de Fogo au Cap-Vert.

## Géographie
Achada Furna est située à 15 km à l'est de São Filipe, la capitale de l'île. 
Son altitude est d'environ 870 mètres. 
Les localités voisines sont Cabeça Fundão au nord, Figueira Pavão à l'est, Fonte Aleixo au sud et Monte Largo à l'ouest.

## Population
En 2010, Achada Furna comptait 495 habitants.

## Galerie

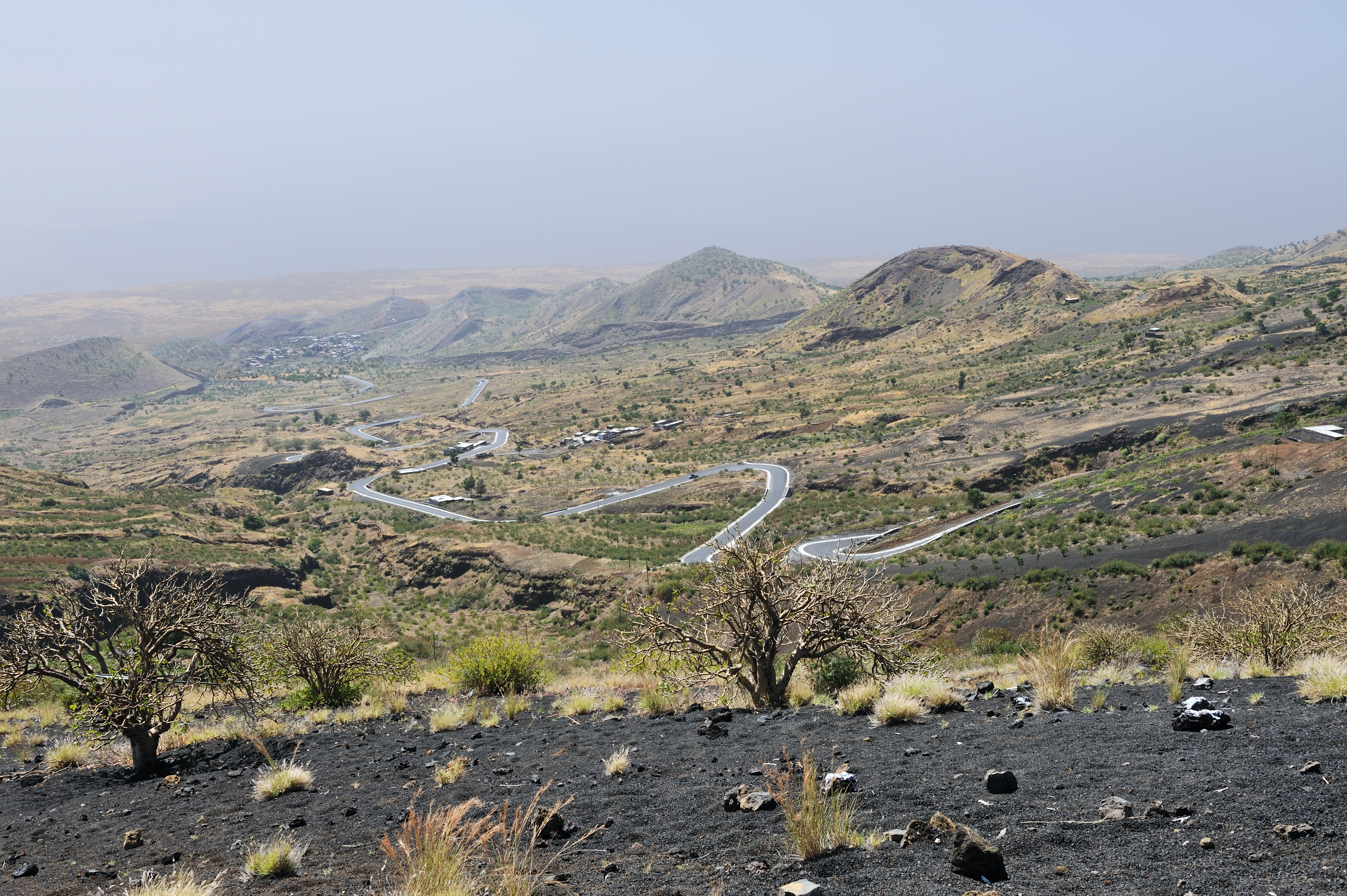
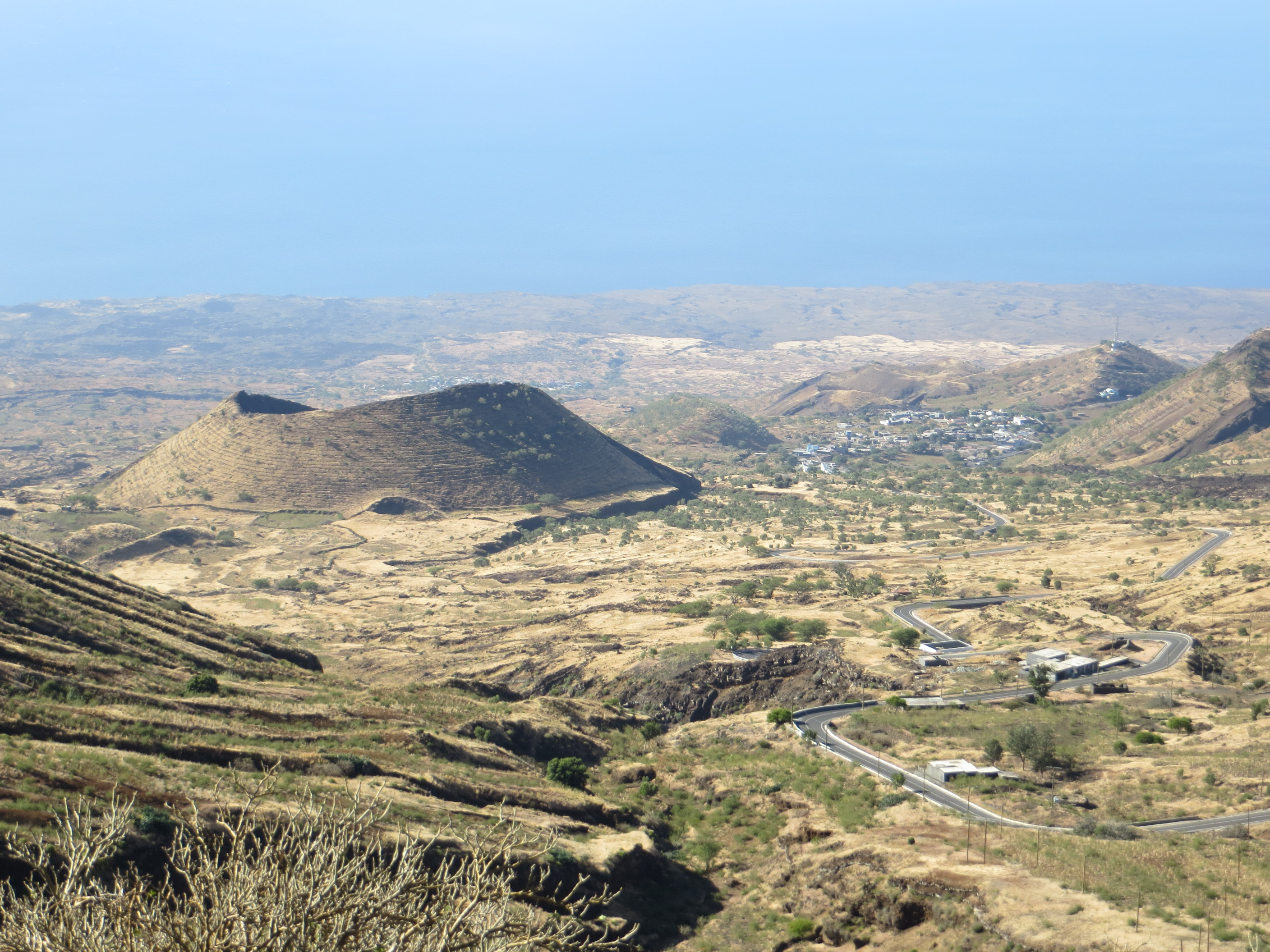
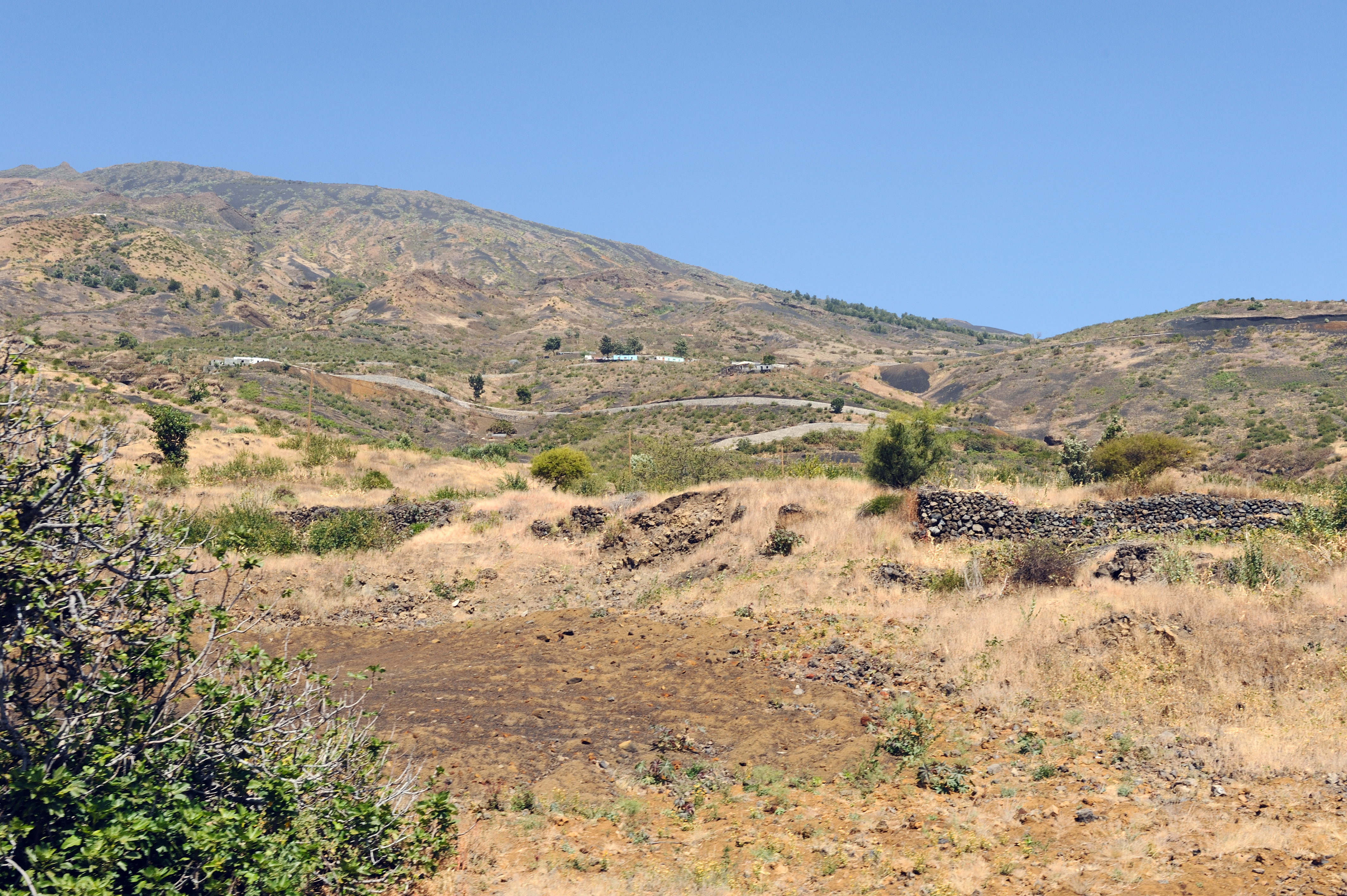